# Lord's Cricket Ground
Il Lord's Cricket Ground (spesso indicato semplicemente come Lord's) è uno stadio di cricket situato a Londra, Inghilterra. È uno degli stadi più antichi del mondo di questa disciplina ed è tuttora una dei più prestigiosi avendo ospitato le finali della Coppa del Mondo di cricket in cinque occasioni; in quest'ultima occasione è stato teatro della finale che ha visto vincere l'Inghilterra, ottenendo così il suo primo titolo mondiale. All'interno della struttura vi sono anche gli uffici e la sede della England and Wales Cricket Board, la federazione nazionale di cricket.
Oltre al cricket è stato anche sede di competizioni di tiro con l'arco durante i giochi olimpici di Londra nel 2012.

## Nella cultura di massa
Viene citato da Douglas Adams nella sua serie di libri Guida galattica per gli autostoppisti. Le scene iniziali e finali del romanzo La vita, l'universo e tutto quanto si svolgono nello stadio.